# Wereld Sociaal Forum
Het Wereld Sociaal Forum (WSF) wordt elk jaar gehouden als tegenhanger van het World Economic Forum in Davos, de WTO en de G8-ontmoetingen. Het motto van het treffen is Een andere wereld is mogelijk. Het laatste WSF vond plaats in 2018.

## Achtergrond / historie
Het eerste Wereld Sociaal Forum (oftewel WSF) vond plaats van 25 januari tot 30 januari 2001 in het Braziliaanse Porto Alegre. Het wordt voornamelijk bezocht door mensen met linkse sympathieën, die een alternatieve globale beweging aanhangen of globaliseringstegenstanders zijn.
- Het WSF is tot 2005 vier keer in Porto Alegre (2001, 2002, 2003 en 2005) en een keer in Mumbai, India (2004), gehouden.
- Het WSF van 2006 werd georganiseerd op drie continenten in zogeheten polycentrische (deel-)WSF, namelijk in Bamako (Mali) en in Caracas (Venezuela) in januari en in Karachi (Pakistan) in maart.
- De 7e editie van het WSF werd georganiseerd van 20 tot en met 25 januari 2007 in Nairobi, Kenia (Afrika).
- In januari 2008 werd het Wereld Sociaal Forum georganiseerd als een internationale actiedag (26 januari) en vond gedecentraliseerd plaats op lokaal of nationaal niveau overal ter wereld.

Ter gelegenheid van het WSF van 2005 werd door 19 ondertekenaars het Porto Alegre Manifesto opgesteld. Het bevat een aantal voorstellen voor sociale verandering en werd in opgesteld door : Aminata Traoré, Adolfo Pérez Esquivel, Eduardo Galeano, José Saramago, François Houtart, Boaventura de Sousa Santos, Armand Mattelart, Roberto Savio, Riccardo Petrella, Ignacio Ramonet, Bernard Cassen, Samir Amin, Atilio Boron, Samuel Ruiz Garcia, Tariq Ali, Frei Betto, Emir Sader, Walden Bello, en Immanuel Wallerstein.

## Principes van het forum
- Het bekendmaken van alternatieven voor de globalisering, zoals die meestal in de media onder de aandacht wordt gebracht.
- Het WSF is een open ontmoetingsplaats voor reflectief denken, democratisch debat over ideeën, formuleren van voorstellen, vrije uitwisseling van ervaringen en verbinden voor effectieve acties van groepen en bewegingen, die tegen neo-liberalisme zijn en tegen de overheersing van de wereld door kapitaal en elke vorm van imperialisme. Het is ook een ontmoetingsplaats voor mensen en groeperingen, die zich het opbouwen van een globale samenleving, die erop gericht is goede relaties tussen mensen onderling en tussen mensen en de aarde, tot doel hebben gezet.
- De voorstellen van het WSF hebben als doel een globalisering, die solidair is, de rechten van de mens respecteert, alle mensen van alle naties respecteert, zowel man als vrouw, het milieu respecteert en op sociale juistheid en gelijkheid berust.

## Regionale en lokale sociale fora
In navolging van het Wereld Sociaal Forum, werden op diverse andere niveaus sociale fora opgericht :
- een Europees Sociaal Forum (ESF).
- een Nederlands Sociaal Forum (NSF).
- het Sociaal Forum van België, ontstaan in 2002, brengt meer dan 100 organisaties zoals vakbonden, ngo’s, sociale bewegingen en actiegroepen samen om na te gaan of er raakvlakken bestaan tussen elkaars acties en campagnes en samen te werken rond specifieke thema’s.